# ميكيلي أندريولو
ميكيلي أندريولو (مواليد 6 سبتمبر 1912) هو لاعب كرة قدم. يلعب مع منتخب إيطاليا لكرة القدم. سبق له أن لعب في كأس العالم لكرة القدم مع منتخب بلاده.

## روابط خارجية
- ميكيلي أندريولو على موقع الاتحاد الدولي (مؤرشف)  (الإنجليزية)
- ميكيلي أندريولو على موقع قاعدة بيانات كرة القدم.إي يو (الإنجليزية)
- ميكيلي أندريولو على موقع ناشيونال فوتبول تيمز (الإنجليزية)
- ميكيلي أندريولو على موقع عالم كرة القدم.نت (الإنجليزية)